# فابيان إدواردز
فابيان إدواردز (بالإنجليزية: Fabian Edwards؛ مواليد 24 مارس 1993) هو مُقاتل فنون قتالية مختلطة إنجليزي.
هو الشقيق الأصغر لبطل يو إف سي لوزن الوسط ليون إدواردز.

## وصلات خارجية
- فابيان إدواردز على موقع شيردوغ (الإنجليزية)
- فابيان إدواردز على موقع Tapology.com (الإنجليزية)